# 敦刻尔克区
敦刻尔克区（法語：Arrondissement de Dunkerque）是法国北部省所辖的一个区。总面积1442.7平方公里，总人口374966，人口密度260人/平方公里（2018年）。主要城镇为敦刻尔克。

## 辖区
敦刻尔克区辖有151个市镇。